# Caloptilla
Caloptilla is een geslacht van rechtvleugeligen uit de familie veldsprinkhanen (Acrididae). De wetenschappelijke naam van dit geslacht is voor het eerst geldig gepubliceerd in 1921 door Sjöstedt.

## Soorten
Het geslacht Caloptilla omvat de volgende soorten:
- Caloptilla australis Sjöstedt, 1921
- Caloptilla lutescens Walker, 1870